# 656 Beagle
A 656 Beagle egy a Naprendszer kisbolygói közül, amit August Kopff fedezett fel 1908. január 22-én.